# Guverner
Guverner (od francuskog: gouverneur) u najširem smislu to je državni djelatnik najčešće iz izvršne vlasti, koji predstavlja poglavara države ili predstavnika vlasti na nekom teritoriju ili instituciji.
Najčešće je riječ o političkim djelatnicima koji u određenim teritorijalnim jedinicama predstavljaju 
monarha, poglavara države ili središnju vlast. Ako se radi o teritoriju koji je iz različitih razloga odvojen od guvernerove matične države - bilo kao dominion, bilo kao strana država pod okupacijom ili protektoratom, tad se rabi izraz generalni guverner. U državama Commonwealtha britanska kraljica je formalno državni poglavar koju predstavlja generalni guverner, primjer za to je Generalni guverner Australije.
Guvernere u pravilu postavljaju na njihove položaje najviši organi vlasti te zemlje (monarsi, predsjednici države, premijeri). Postoje istina vrlo rijetki slučajevi kad guvernera biraju građani teritorija kojima on upravlja, oni su karakteristični za federacije ili države s visokim stupnjem devolucije (prijenosa vlasti na niže organe). Najpoznatiji primjer takve prakse predstavljaju savezne države Sjedinjenih američkih država.
Pored teritorija guverneri mogu predstavljati vrhovnu vlast i u pojedinim državnim institucijama. Primjer takve prakse su guverneri Središnjih banaka, tako i Hrvatska narodna banka ima guvernera Borisa Vujčića.

## Pogledajte i ovo
- Satrap
- Paša
- Pretor